# Le Cheix
Le Cheix (sur Morge) is een gemeente in het Franse departement Puy-de-Dôme (regio Auvergne-Rhône-Alpes) en telt 602 inwoners (1999). De plaats maakt deel uit van het arrondissement Riom.

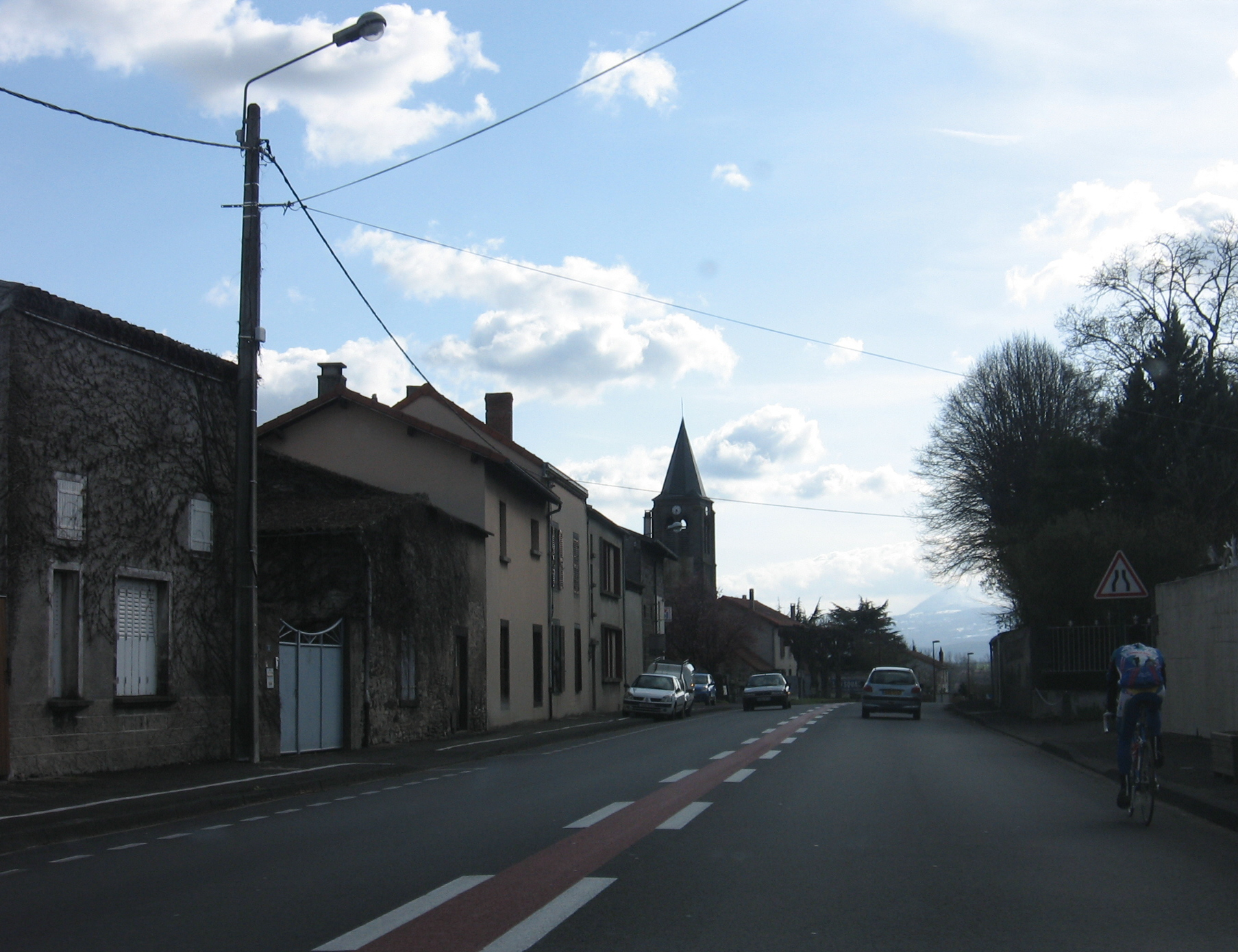
Le Cheix

## Geografie
De oppervlakte van Le Cheix bedraagt 4,6 km², de bevolkingsdichtheid is 130,9 inwoners per km².
De onderstaande kaart toont de ligging van Le Cheix met de belangrijkste infrastructuur en aangrenzende gemeenten.

## Demografie
Onderstaande figuur toont het verloop van het inwonertal (bron: INSEE-tellingen).

1. ↑  Populations de référence 2022.